# Ninon
Ninon ist ein weiblicher Vorname. Er ist die französische Form von Nina. Zur weiteren Erläuterung der Etymologie siehe Nina#Herkunft.

## Trägerinnen
- Ninon Colneric (* 29. August 1948 in Oer-Erkenschwick), deutsche Rechtswissenschaftlerin und ehemalige Richterin am Europäischen Gerichtshof
- Ninon Held (* 8. August 1970 in Bochum), deutsche Schauspielerin
- Ninon Hesse, zuvor Ninon Dolbin, geborene Ausländer (* 18. September 1895 in Czernowitz (damals Österreich-Ungarn); † 22. September 1966 in Montagnola), Kunsthistorikerin und die dritte Ehefrau von Hermann Hesse.
- Ninon Lapeiretta Pichardo de Brouwer (* 4. Januar 1907 in Santo Domingo; † 1989 ebenda), dominikanische Komponistin und Pianistin
- Ninon de Lenclos, eig. Anne (* 10. November 1620 in Paris; † 17. Oktober 1705 ebenda), französische Kurtisane und Salonière.

## Sonstiges
- Ninon (Lastendreiräder) französischer Hersteller von Lastendreirädern, 1928–1935 in Nantes

## Belege
1. ↑  Birgit Adam: Die schönsten internationalen Vornamen. Abgerufen am 1. April 2013.